# Giro d'Italia Ciclocross 2019-2020
Navigation
2018-2019 2020-2021
Le Giro d'Italia Ciclocross 2019-2020 a eu lieu d'octobre 2019 à janvier 2020. Il comprend six manches masculines et féminines.

## Barème
Chaque manche attribue des points aux quinze meilleurs de l'épreuve selon le système suivant.
| Position | 1° | 2° | 3° | 4° | 5° | 6° | 7° | 8° | 9° | 10° | 11° | 12° | 13° | 14° | 15° |
| Points   | 30 | 26 | 22 | 19 | 16 | 13 | 11 | 9  | 7  | 6   | 5   | 4   | 3   | 2   | 1   |

## Hommes élites

### Calendrier et podiums
| # | Date       | Lieu          | Vainqueur          | Deuxième         | Troisième          | Leader du général               |
| - | ---------- | ------------- | ------------------ | ---------------- | ------------------ | ------------------------------- |
| 1 | 06/10/2019 | Ferentino     | Federico Ceolin    | Stefano Capponi  | Martino Fruet      | Federico Ceolin                 |
| 2 | 13/10/2019 | Corridonia    | Stefano Capponi    | Federico Ceolin  | Davide Toneatti    | Federico Ceolin Stefano Capponi |
| 3 | 27/10/2019 | Cantoira      | Cristian Cominelli | Filippo Fontana  | Antonio Folcarelli | Stefano Capponi                 |
| 4 | 01/11/2019 | Jesolo        | Cristian Cominelli | Filippo Fontana  | Martino Fruet      | Stefano Capponi                 |
| 5 | 03/11/2019 | Buja - Osoppo | Cristian Cominelli | Filippo Fontana  | Nicolas Samparisi  | Cristian Cominelli              |
| 6 | 05/01/2020 | Pontedera     | Jakob Dorigoni     | Gioele Bertolini | Filippo Fontana    | Cristian Cominelli              |

### Classement général[2]
| Pos. | Coureur            | Points |
| ---- | ------------------ | ------ |
| 1    | Cristian Cominelli | 125    |
| 2    | Stefano Capponi    | 106    |
| 3    | Filippo Fontana    | 100    |
| 4    | Federico Ceolin    | 83     |
| 5    | Antonio Folcarelli | 82     |
| 6    | Davide Toneatti    | 74     |
| 7    | Luca Cibrario      | 70     |
| 8    | Martino Fruet      | 64     |
| 9    | Emanuele Huez      | 49     |
| 10   | Luca Pescarmona    | 46     |

## Femmes élites

### Calendrier et podiums
| # | Date       | Lieu          | Vainqueur        | Deuxième           | Troisième        | Leader du général |
| - | ---------- | ------------- | ---------------- | ------------------ | ---------------- | ----------------- |
| 1 | 06/10/2019 | Ferentino     | Francesca Baroni | Sara Casasola      | Gaia Realini     | Francesca Baroni  |
| 2 | 13/10/2019 | Corridonia    | Francesca Baroni | Sara Casasola      | Gaia Realini     | Francesca Baroni  |
| 3 | 27/10/2019 | Cantoira      | Sara Casasola    | Gaia Realini       | Francesca Baroni | Francesca Baroni  |
| 4 | 01/11/2019 | Jesolo        | Sara Casasola    | Gaia Realini       | Silvia Persico   | Sara Casasola     |
| 5 | 03/11/2019 | Buja - Osoppo | Francesca Baroni | Anna Oberparleiter | Alessia Bulleri  | Francesca Baroni  |
| 6 | 05/01/2020 | Pontedera     | Sara Casasola    | Francesca Baroni   | Gaia Realini     | Francesca Baroni  |

### Classement général[3]
| Pos. | Coureur            | Points |
| ---- | ------------------ | ------ |
| 1    | Francesca Baroni   | 154    |
| 2    | Sara Casasola      | 142    |
| 3    | Gaia Realini       | 137    |
| 4    | Anna Oberparleiter | 75     |
| 5    | Alessia Bulleri    | 68     |
| 6    | Asia Zontone       | 55     |
| 7    | Nicole Fede        | 54     |
| 8    | Silvia Persico     | 49     |
| 9    | Alessandra Grillo  | 45     |
| 10   | Carlotta Borello   | 39     |